# Hokejový turnaj v Les Avants 1914
Hokejový turnaj v Les avants se konal od 16. do 18. 1. 1914. Turnaje se zúčastnilo pět mužstev, která se utkala jednokolově systémem každý s každým. V některém dobovém tisku se píše, že se jedná o reprezentace jednotlivých zemí, avšak žádný hokejový svaz tyto utkání za oficiální reprezentační starty nepovažuje. Při rovnosti bodů rozhoduje o pořadí větší počet vstřelených branek.

## Výsledky a tabulka
|    |                            | GBR  | GER  | BOH  | SUI  | BEL  | V | R | P | Skóre | B |
| 1. | Prince’s IHC London        | ***  | 5:1  | 1:0  | 12:0 | 16:0 | 4 | 0 | 0 | 34:1  | 8 |
| 2. | Berliner SC                | 1:5  | ***  | 1:1  | 9:1  | 10:0 | 2 | 1 | 1 | 21:7  | 5 |
| 3. | Česká sportovní společnost | 0:1  | 1:1  | ***  | 2:0  | 17:0 | 2 | 1 | 1 | 20:2  | 5 |
| 4. | CP Lausanne                | 0:12 | 1:9  | 0:2  | ***  | 4:1  | 1 | 0 | 3 | 5:24  | 2 |
| 5. | Brussels IHC               | 0:16 | 0:10 | 0:17 | 1:4  | ***  | 0 | 0 | 4 | 1:47  | 0 |